# Миссисипский аллигатор
Миссисипский аллигатор, или щучий аллигатор (лат. Alligator mississippiensis) — один из двух известных видов аллигаторов. Обитает в Северной Америке и считается эндемичным для юго-восточной части США.
Это животное представляет собой крупную крокодилоподобную рептилию, обитающую в пресноводных водоёмах, таких как озёра, реки и кипарисовые болота от Техаса до Северной Каролины. Он отличается от симпатрического острорылого крокодила более широкой мордой, тёмной окраской и меньшей терпимостью к солёной воде, компенсируемую возможностью находиться в более холодной воде. По сравнению со вторым представителем рода — китайским аллигатором, миссисипский аллигатор значительно крупнее.
Аллигаторы — хищники, поедающие рыбу, амфибий, рептилий, птиц и мелких млекопитающих. Новорождённые особи питаются в основном беспозвоночными. Они играют важную роль в экосистеме заболоченных территорий, вырывая специальные ямы, которые становятся домом для других организмов во время сухого сезона. В течение всего года, но особенно во время сезона размножения, аллигаторы издают звуки, чтобы обозначить территорию и найти подходящих партнёров. Самцы используют инфразвук, чтобы привлечь самок. Яйца откладываются в гнезде, сделанном из опавшей растительности, палочек и грязи в защищённом месте вблизи водоёма. Молодые аллигаторы рождаются с жёлтыми полосами вокруг их тела и попадают под защиту матери на срок до одного года.
Исторически сложилось так, что нерегулируемая охота в своё время сильно повлияла на их численность, и американский аллигатор некогда был внесён в список исчезающих видов. Но последующие усилия по сохранению вида позволили их количеству резко увеличиться и теперь миссисипский аллигатор носит охранный статус с минимальным риском, во многом за счёт своей плодовитости. Аллигаторов сейчас разводят на фермах ради их шкуры и мяса. Это животное является официальной государственной рептилией трёх Американских штатов: Флориды, Луизианы и Миссисипи.

## Систематика и филогения
Американский аллигатор был впервые классифицирован французским зоологом François Marie Daudin как Crocodilus mississippiensis в 1801 году. В 1807 году Жорж Кювье обозначил род Alligator и отнёс к нему американского аллигатора наравне с китайским аллигатором. Они сгруппированы в семействе аллигаторов вместе с кайманами. Семейство аллигаторовых включает в себя всех вымерших и современных представителей отряда крокодилов, которые более тесно связаны с американским аллигатором, чем с нильским крокодилом или гавиалом.
Члены этого семейства впервые возникли в конце мелового периода. Leidyosuchus из Альберты — самый ранний известный род. Ископаемые аллигаториды были найдены по всей Евразии, что говорит о том, что они некогда воспользовались сухопутными мостами Северной Атлантики и Берингова пролива, соединявшими Северную Америку и Евразию в период мела, палеогена и неогена. Аллигаторы и кайманы разделились в Северной Америке в конце мелового периода, вторые достигли Южной Америки на протяжении палеогена, до образования Панамского перешейка в период неогена. Китайский аллигатор, вероятно, происходит из аллигаторовых, которые пересекли мост Беринга во время неогена. Современный американский аллигатор хорошо представлен в палеонтологической летописи плейстоцена. Полный митохондриальный геном миссисипского аллигатора секвенировали в 1990-е годы, он говорил о том, что аллигаторы эволюционировали со скоростью, аналогичной млекопитающим и большей, чем птицы и холоднокровные позвоночные. Однако, полный геном, описание которого опубликовано в 2014 году, предполагает, что аллигаторы развивались гораздо медленнее, чем млекопитающие и птицы.

## Описание
Лапы у миссисипского аллигатора характерно короткие, но достаточно сильные и способны поддерживать тело над землёй. В отличие от большинства других наземных позвоночных, аллигаторы увеличивают свою скорость с помощью дистальных, а не проксимальных концов их конечностей. На передних лапах пять пальцев, на задних — только четыре. В воде аллигаторы плавают как рыбы, двигая своей тазовой областью и хвостом из стороны в сторону. Мышцы живота аллигатора могут изменять положение лёгких внутри туловища, тем самым перенося центр плавучести, который позволяет аллигатору погружаться, подниматься и переворачиваться в воде.
Голова заметно отделена от шеи. Дикие и особенно содержащиеся в неволе аллигаторы внешне варьируются от длинных и тонких, до коротких и массивных, что, возможно, наблюдается из-за различий в таких факторах, как генетические данные конкретных особей, их диета и окружающий климат. Аллигаторы имеют широкие морды, особенно особи, содержащиеся в неволе.
Ноздри на кончике морды расположены таким образом, что позволяют аллигатору дышать, когда остальная часть головы полностью погружена под воду. Во время зимней спячки аллигаторы держат ноздри над поверхностью воды, в то время как верхняя часть туловища может быть вмерзшей в лёд. Большой четвёртый зуб на нижней челюсти при сжатой пасти не виден снаружи, так как входит в углубление верхней челюсти. Зубы притупленные и сравнительно небольшие. Общее количество зубов — 74-80.
Как у самок, так и у самцов спина покрыта «бронированными» костяными щитками. Хвост приплюснутый и мускулистый, что позволяет ему управлять движением в воде. Верхняя часть туловища у взрослых аллигаторов окрашена в оливковый или чёрный цвет, брюхо кремово-белое. У молодых аллигаторов яркие жёлтые полосы на хвостах. Глаза у американских аллигаторов серые.
У некоторых аллигаторов отсутствует пигмент меланин, что делает их альбиносами. Такие аллигаторы чрезвычайно редки и их почти невозможно найти в дикой природе, поскольку они очень уязвимы для солнца и хищников.

### Размеры[13]
Миссисипский аллигатор — достаточно крупное животное. Достоверно известны самцы длиной по меньшей мере до 4,54 м, в то время как самки достигают максимальной длины в 3 м. В исключительных случаях самцы аллигаторов, возможно, могут быть и ещё крупнее. На протяжении XIX и XX веков сообщалось об аллигаторах длиной более 5 метров, хотя ни одно из этих сообщений не считается достоверным. Так, самый большой аллигатор, о котором когда-либо сообщалось, был самцом, застреленным в 1890 году на Марш-Айленд, штат Луизиана. Как утверждается, он был целых 5,8 м в длину, но поскольку не было никаких средств для транспортировки, этот аллигатор был оставлен на грязном берегу после проведения предполагаемых замеров. Если размеры этого животного были указаны верно, то оно весило бы около 1000 кг. Самый большой аллигатор, когда-либо убитый во Флориде, по неофициальным данным был 5,31 м в длину. Однако, в целом такие размеры очень маловероятны для этого вида. Согласно научно-подтвержденным данным, самый крупный аллигатор, убитый во Флориде за период с 1977 по 1993 годов, был только 4,23 м в длину и весил 473 кг. Хотя другой образец, размер которого оценивается по крупнейшему известному черепу, при жизни мог быть 4,54 м в длину. Самый большой аллигатор, пойманный в Алабаме достигал 4,5 м в длину и весил 459 кг. В Арканзасе был убит очень массивный аллигатор, который достигал 4,04 м в длину и, как сообщается, весил целых 626 кг.
Тем не менее, миссисипские аллигаторы обычно не достигают столь крупных размеров. Большинство самцов вырастают только до 3,5 м и имеют массу примерно в 200 кг, в то время как нормальный размер полностью выросшей самки составляет только 2,6 м, при массе около 50 кг. В Newnans Lake, штат Флорида, взрослые самцы в среднем весят только 73,2 кг, то время как взрослые самки — 55,1 кг. В озере Griffin State Park, штат Флорида, взрослые особи обоих полов в среднем весили 57,9 кг. Средний вес особей, достигших половой зрелости, в одном исследовании указывался примерно в 30 кг, в то время как масса полностью выросших особей — в 160 кг. Хотя самцы миссисипских аллигаторов заметно крупнее самок, половой диморфизм у этого вида считается менее выраженным, чем у некоторых других представителей отряда крокодилов. Вес аллигаторов сильно варьируется в зависимости от длины, возраста, состояния здоровья, времени года и доступных источников пищи. Большие взрослые аллигаторы имеют тенденцию быть относительно более громоздкими по сравнению с молодыми особям. Как и в случае с другими рептилиями, американские аллигаторы обычно меньше по размеру в северных частях своего ареала — южной части штата Арканзас, Алабаме и северной Каролине.

### Сила укуса
Миссисипские аллигаторы некогда держали рекорд по измеренной в лабораторных условиях силе укуса, сжимая измерительный прибор с силой до 9452 ньютонов. На момент проведения этих исследований ещё не было проведено замеров силы укуса других представителей отряда крокодилов. В дальнейшем выяснилось, что сила укуса у крокодилов напрямую зависит от размеров животного, и единственным исключением из этого правила становятся короткомордые рыбоядные формы. Так, в дальнейшем более крупные гребнистые и нильские крокодилы выдали значительно более высокие числа при замерах, чем аллигаторы. Несмотря на очень высокую силу сжатия челюстей, мышцы, ответственные за открытие челюстей у аллигаторов довольно слабы, и их челюсти могут быть закрыты руками или клейкой лентой, если крокодил не сопротивляется, отводя голову.

## Распространение
Естественный ареал миссисипских аллигаторов включает в себя Северную Америку — юго-восточные штаты США вдоль Атлантического побережья и Мексиканского залива: Северная и Южная Каролина, Джорджия, Флорида, Техас и Луизиана. Они обитают в пресноводных водоёмах: реках, озёрах, прудах и заболоченных территориях, предпочитая стоячую воду. Если территория их обитания высыхает, аллигаторы перебираются в другое место, иногда используя в качестве убежища плавательные бассейны. В одном из исследований образа жизни аллигаторов в северо-центральной части Флориды было обнаружено, что самцы предпочитают открытые воды озёр в течение весны, в то время как самки использовали как болотистые, так и открытые водоёмы. В летнее время самцы по-прежнему предпочитают открытую воду, в то время как самки придерживаются болот, чтобы построить свои гнёзда и отложить яйца. Аллигаторы обоих полов иногда роют норы в качестве убежища или места для зимовки, либо просто занимают пространство между корнями деревьев. Такие убежища также помогают им перенести очень жаркую либо очень холодную погоду.
Иногда аллигаторы могут быть найдены в солоноватой воде, хотя они к ней менее терпимы, чем настоящие крокодилы и гавиалы, так как у аллигаторов далеко не так хорошо развиты железы для удаления из организма излишков соли и даже отсутствует инстинктивное избегание питья солёной воды (хотя последнему аллигаторы могут научиться).
Американские аллигаторы менее уязвимы для холода, чем американские крокодилы. В отличие от крокодилов, которые могут быть обездвижены при температуре воды в 7,2°С, аллигаторы могут переживать такие температуры в течение некоторого времени, не показывая никаких признаков дискомфорта. Эта адаптация, как полагают, является единственной причиной того, почему американские аллигаторы распространены дальше на север, чем острорылые крокодилы. B Северной Каролине аллигаторы переживают похолодание, вмёрзнув в лёд и высунув над его поверхностью лишь нос. Аллигаторы находятся в воде неподвижно, пока вода замерзает вокруг их носов. Они как будто чувствуют, когда вода находится «в точке замерзания», и высовывают нос над поверхностью в самый подходящий момент. После этого аллигаторы впадают в некое подобие зимней спячки, пока вода не начнёт таять. Также аллигаторы не реагируют, когда их беспокоят в замороженном состоянии.

## Поведение
Молодые аллигаторы остаются в том же районе, где они вылупились и держатся в основном вместе, что позволяет им лучше защищаться от хищников. Взрослые особи не поддерживают такие тесные связи, однако и они стремятся объединиться в социальные группы. Аллигаторы считаются самыми социальными представителями отряда крокодилов, и даже крупные самцы не демонстрируют территориального поведения вне сезона размножения. Если в результате засухи аллигаторы вынуждены жить вместе очень большими группами, они, как правило, игнорируют друг друга. Однако, жестокие поединки между самцами всё-таки исключительны.
Аллигаторы расчищают дно мелких водоёмов от водорослей и грязи, не дают водоёму зарасти илом, создавая места, служащие в жару местом водопоя для наземных животных и местом засады во время охоты для самого аллигатора.

## Питание
Аллигаторы являются оппортунистическими хищниками и питаются всем, что они в состоянии поймать. Детёныши питаются преимущественно беспозвоночными, такими как насекомые, личинки насекомых, улитки, пауки и черви. По мере роста они становятся способными поедать пропорционально более крупную добычу. Тем не менее, в отличие от большинства крокодилов, аллигаторы редко нападают на крупных животных, и большинство жертв, захваченных даже большими самцами аллигаторов, значительно меньше, чем они сами. Основу рациона взрослых особей составляют рыба, черепахи, птицы, змеи и мелкие млекопитающие. Исследование содержимого желудка показывает, что среди млекопитающих ондатры и еноты являются самой распространённой добычей. В Луизиане, где распространены интродуцированные нутрии, они являются, пожалуй, основным компонентом диеты крупных самцов аллигаторов. Другие млекопитающие также могут быть съедены аллигаторами, даже олени или дикие кабаны, но они не являются обычной частью диеты — в одном исследовании останки оленя были найдены в желудке лишь одного из 314 исследованных аллигаторов. Время от времени, домашние животные, включая собак, кошек и телят, также могут быть схвачены аллигаторами.
В исследованном рационе взрослых аллигаторов из центральных озёр Флориды преобладали рыбы. В озере Гриффин, рыба составила 54 % рациона аллигаторов, с сомами в качестве наиболее часто потребляемой жертвой. В озере Апопка рыба составила 90 % от рациона аллигаторов и в основном это была сельдь. В озере Вудраффом рыба составила 84 % диеты аллигаторов и поедались ими в основном окуни. Рептилии и амфибии в этих регионах являлись основной не-рыбной добычей, и среди них преобладали черепахи и водные змеи. В южной части Луизианы ракообразные (в основном раки и крабы) присутствуют в диете юго-восточных аллигаторов, но почти отсутствует в диете аллигаторов из юго-западной части, которые потребляют относительно большее количество рептилий и особенно — рыб, а взрослые самцы потребляют большое количество млекопитающих. В Восточном Техасе диета была разнообразной, и взрослые аллигаторы ели в основном млекопитающих, рептилий, амфибий и крупных беспозвоночных (например, улиток) в равной степени часто, как и рыбу.
Рыба и другие водные или полуводные организмы, составляющие основу рациона большинства аллигаторов, внезапно захватываются ими под водой или у её поверхности и проглатываются целиком. Взрослые аллигаторы могут охотиться на суше, отходя до 50 м от воды и устраивая засады для мелких наземных животных у лесных троп. Как правило, наземная охота происходит по тёплым ночам. Во время охоты на относительно крупных животных, аллигаторы, также как и крокодилы, хватают их у кромки воды и затаскивают в воду. Зубы аллигаторов хорошо подходят для захвата и дробления, но они значительно меньше и тупее зубов настоящих крокодилов, и по этой причине совершенно не подходят для глубокого проникновения в плоть (этому также мешает плоская морда). Однако силы укуса аллигатора вполне достаточно для того, чтобы дробить кости, а его мощная шея позволяет успешно выдирать из добычи подходящие куски мяса. Также, как и крокодилы, аллигаторы могут вращаться вокруг своей оси, захватив жертву зубами, для того, чтобы убить её и расчленить.

### Необычные пищевые объекты
Аллигаторы часто едят добычу, которая может показаться для них необычной. Хотя обычно они не рассматривают крупных животных как подходящую добычу, взрослые миссисипские аллигаторы непременно будут атаковать пришедших на водопой копытных, если для них не будут доступны иные источники пищи. Матёрый аллигатор вполне способен справиться со взрослой коровой, лошадью или более чем 227-килограммовым диким кабаном, даже если жертва превосходит его по весу.
Иногда миссисипские аллигаторы наблюдались при охоте на рыжих рысей, но такие события редки и скорей всего слабо влияют на численность этих кошек. Нападения аллигаторов на флоридских пантер ещё более исключительны, но были документально подтверждены — американский аллигатор является единственным известным естественным врагом взрослых флоридских пум. Хищничество аллигаторов по отношению к черным медведям тоже было зафиксировано, хотя не сообщается, были ли убитые медведи здоровыми взрослыми особями. В Южной Каролине было зафиксировано три инцидента, когда миссисипские аллигаторы успешно охотились на рыжих волков. В 2000-е годы, когда инвазивные бирманские питоны (и некоторые другие виды питонов) заняли Эверглейдс, взрослые аллигаторы включили их в свой повседневный рацион питания.
Находящиеся в солоноватых водах аллигаторы питаются в основном ракообразными, рыбами, морскими птицами и мелкими млекопитающими, но в некоторых случаях могут нападать на более крупную добычу. Зафиксировано их хищничество по отношению к 2 видам морских черепах (зеленая морская черепаха и логгерхед) и 4 видам скатов и акул (малоголовая молот-рыба, лимонная акула, акула-нянька и хвостокол Dasyatis sabina). Хотя аллигаторы были перечислены в качестве природных врагов ламантинов, существует очень мало доказательств того, что аллигаторы нападают хотя бы на телят, за исключением случающейся демонстрации антихищнического поведения у ламантинов и редких обнаружений соответствующих шрамов на их телах. Часто можно увидеть аллигаторов и ламантинов, беззаботно плавающих рядом друг с другом.
Американские аллигаторы и болотные крокодилы были замечены при использовании приманок во время охоты на гнездящихся птиц. Это означает, что они являются одними из первых рептилий, замеченных при использовании инструментов. Размещая палки и ветви на своих головах, аллигаторы подманивают к себе птиц, ищущих подходящие материалы для строительства гнёзд.
В 2013 году миссисипские аллигаторы были замечены при поедании фруктов. Такое поведение было надёжно засвидетельствовано, а также документально подтверждено из изучения содержимого желудка. Аллигаторы едят такие плоды, как дикий виноград, бузины и цитрусовые прямо с деревьев. Открытие этой неожиданной части диеты аллигаторов показывает, что аллигаторы могут быть ответственны за распространение семян из переваренных плодов в местах своего обитания.

### Естественные враги
Флоридские пумы иногда охотятся на аллигаторов и убивают взрослых особей длиной по меньшей мере до 2.7 м. Хотя обычно размер убитых пумами аллигаторов не превышает 1.5 м. В целом, миссисипские аллигаторы, в силу многочисленности молодых особей в популяции, являются третьим по распространённости элементом добычи пум в заболоченной территории, составляя до 11,1 % от их рациона. Самки аллигаторов часто нападают на чёрных медведей, защищая от них свои гнезда, однако, взрослые медведи обычно достаточно сильны, чтобы успешно парировать атаку самки аллигатора и иногда могут серьёзно ранить её, отбив желание защищать кладку яиц в следующий раз. В одном анекдотическом наблюдении медведь атаковал 3.6 м аллигатора на суше, в итоге едва не убив его. Небольшие миссисипские аллигаторы длиной до 1.85 м могут становиться добычей крупных инвазивных питонов. В местах, где миссисипские аллигаторы сосуществуют с острорылыми крокодилами, более агрессивные по своей природе крокодилы поведенчески доминируют над аллигаторами и временами даже могут нападать на них. Каннибализм также является вполне нормальным явлением у аллигаторов, особенно при высокой плотности популяции. Малонадёжные свидетельства конца XIX века описывают агрессивные взаимодействия между аллигаторами и крупными акулами в солоноватой воде.

## Размножение
Брачный сезон наступает весной, когда вода достаточно прогревается. Спаривание происходит в ночное время суток, на мелководье. Самки обычно выступают инициаторами связи во время пика брачного сезона. Хотя аллигаторы не имеют голосовых связок, самцы, подзывая самок, громко ревут или издают находящиеся за пределами слухового восприятия звуки, — на поверхности воды это заметно по пузырям или ряби. Брачный ритуал сопровождается потиранием друг о друга и пускание пузырей. Часто самцы высовывают голову из воды, таким образом выражая своё стремление к спариванию. Бывает, самец и самка толкаются под водой, борются с целью проверки физической формы партнёра. В 2005 году Владимир Динец открыл т. н. «танцы аллигаторов» — ночные сборища, на которых десятки аллигаторов плавают вместе, ухаживают друг за другом, образуют пары и иногда дерутся.
Аллигаторы полигамны — один самец может иметь до 10 самок на своей территории, хотя среди них он также имеет предпочитаемых партнёров. Во время брачного сезона самцы придерживаются своей территории и защищают её от других самцов, отпихивая их раскрытой пастью.
Как самцы, так и самки достигают половой зрелости при длине тела свыше 180 см, рост длится 10—12 лет; самцы быстрее набирают необходимую длину. Ухаживание начинается в апреле, спаривание обычно происходит в начале мая. После спаривания самка строит себе гнездо из растительности и в конце июня — начале июля откладывает 35—50 (наблюдавшийся максимум — 88) яиц. Затем яйца закрываются травой до вылупления, которое происходит через 65 дней.
В конце августа детёныши начинают издавать пронзительные звуки внутри яиц. Это становится сигналом для самки, она удаляет укрывающую подстилку, и происходит вылупление. Потомство рождается длиной 18—20 см. Только что вылупившиеся аллигаторы живут небольшими группами. Около 8 % всего выводка становится жертвами птиц или енотов. Среди других хищников можно назвать рыжую рысь, выдру, пуму, черного медведя, острорылого крокодила, змей, крупного окуня и других аллигаторов. Самки в течение первых месяцев (а иногда и лет) активно защищают своё потомство.
Аллигаторы являются рекордсменами по продолжительности жизни в неволе среди всех представителей отряда крокодилов. Максимальная зарегистрированная продолжительность жизни миссисипского аллигатора в неволе по состоянию на 2020 год — 84 года (аллигатор по кличке Сатурн).

## Взаимодействие с людьми

### Нападения
Взрослые аллигаторы вполне способны нападать на людей, но, как правило, не видят в них источника потенциальной пищи. Чаще всего к атаке приводит ошибочная идентификация, особенно в пасмурные дни или вблизи воды, когда достаточно крупный аллигатор принимает человека за подошедшее к воде животное средних размеров, вроде оленя или дикой свиньи. Укусы аллигаторов могут быть чреваты серьёзными травмами и инфекцией. Даже с медицинским лечением, укус аллигатора может привести к фатальному исходу.
По мере увеличения численности населения, постройки домов, росту популярности рыбалки и охоты около воды, инциденты с нападениями аллигаторов становятся все более распространёнными, поскольку аллигаторы зачастую пытаются освоить такого рода среду обитания, а не покидают застроенные районы. В целом, аллигаторы значительно менее агрессивны, чем большинство крокодилов, и редко когда нападают на человека будучи сытыми и без ведомой на то провокации. С 1948 года было зафиксировано 275 нападений аллигаторов на людей во Флориде (около пяти инцидентов в год), из которых по меньшей мере 17 привели к смерти. Считается, что в США аллигаторы убили больше людей, чем акулы. Только 9 смертельных нападений произошло в Соединённых Штатах в течение 1970—1990-х годов, но 12 человек погибли в период между 2001 и 2007 годами. В мае 2006 года аллигаторы убили трёх жителей Флориды менее чем за неделю.

### Борьба с аллигаторами
С конца 1880-х годов в США борьба с аллигаторами была относительно популярной. Живущие в неволе и даже дикие аллигаторы часто достаточно спокойны, чтобы терпеть различные манипуляции со стороны человека. Придуманная и разработанная ещё племенами семинолов до прихода европейцев, эта традиция сохраняется до сих пор, несмотря на критику со стороны борцов за права животных.

### Разведение на фермах
Сегодня разведение аллигаторов на фермах распространено в штатах Джорджия, Флорида, Техас и Луизиана. Торговля шкурой аллигаторов приносит хорошие деньги — продажа одной шкуры животного длиной от 1.8 до 2 м приносит в среднем $300. Кроме того, растёт и спрос на мясо аллигаторов — около 140 000 кг мяса аллигаторов производится ежегодно.